# The Sociological Imagination
The Sociological Imagination ist eine Monografie von C. Wright Mills, die 1959 in New York erschien und 1963 in deutscher Übersetzung als Kritik der soziologischen Denkweise herauskam. Die Neuübersetzung von 2016 trägt den Titel Soziologische Phantasie. 
Mills verbindet in seinem soziologischen Vermächtnis die radikale Kritik an der amerikanischen Nachkriegssoziologie mit dem Entwurf einer kritisch und radikaldemokratisch geprägten Soziologie. Das Werk zählt zu den einflussreichsten Klassikern der Soziologie.

## Inhalt
Das Buch hat zehn Kapitel und den Anhang On Intellectual Craftmanship (deutsch: Zum intellektuellen Handwerk). Im ersten Kapitel plädiert Mills dafür, den soziologischen Blick zu schärfen und soziologische Phantasie zu entwickeln. Diese ermögliche es, die eigene Biographie im Zusammenhang der gesellschaftlichen Bedingungen zu erkennen, Gesellschaft nicht nur zu erleiden, sondern sie von unten zu verändern.  
Die folgenden vier Kapitel enthalten eine radikale Kritik der amerikanischen Nachkriegssoziologie. Mills bemängelt die indifferente Haltung seiner Fachkollegen gegenüber gesellschaftspolitischen Problemen und kritisiert, dass sie sich im Rahmen von Arbeitsteilung und akademischer Spezialisierung mehrheitlich in Verwaltungsmenschen und Wissenschaftsbürokraten (cheerful robots) verwandelt hätten. Während „Große Theorie“ (Beispiel: Talcott Parsons) mit Begriffen operiere, die empirisch kaum zu verifizieren sind, verfalle die „geistlose Empirie“ (Beispiel: Paul Felix Lazarsfeld) in das andere Extrem, in den Glauben, Datenmaterial sammeln zu können, ohne theoretische Anstrengungen zu leisten. Auch Marxismus oder Liberalismus seien nicht mehr in der Lage, moderne gesellschaftliche Sachverhalte  auf den Begriff zu bringen. Zudem sei eine Verschiebung der Auftragsvergabe von öffentlichen Institutionen hin zu privaten Kunden (shift from public to client) erkennbar, was die demokratische Kontrolle schwieriger mache. 
In weiteren fünf Kapiteln skizziert Mills die Grundzüge einer alternativen und radikaldemokratischen Soziologie. Er schließt damit an die klassischen Traditionen des Fachs an, denn bei den Klassikern hätten Theorie und Empirie in einem angemessen Verhältnis zueinander gestanden. Eine solche kritische Soziologie dürfe außerdem nicht auf die historische Dimension verzichten. Erst das Studium der Geschichte gemeinsam mit dem soziologischen Vergleich ermögliche die Erkenntnis, wie demokratische Entwicklungen möglich geworden sind.
Im Anhang verweist Mills auf den Zusammenhang von kritischer Soziologie und Methode. Dabei äußert er sich kritisch gegenüber der sprachlichen Form soziologischer Forschung. Er empfiehlt, sich vom Theorie-Ballast und vom Soziologen-Jargon nicht blenden zu lassen und eine Sprache zu verwenden, die der eigenen soziologischen Vorstellungskraft und Phantasie angemessen ist.

## Rezeption
Bei einer weltweiten Mitgliederbefragung der International Sociological Association nach den einflussreichsten Fachpublikationen des Jahrhunderts kam The Sociological Imagination 1997 nach Max Webers Wirtschaft und Gesellschaft auf den zweiten Platz. Obwohl das Buch damit eine absolute Sonderstellung einnahm, ist es laut Hans Jürgen Krysmanski im deutschsprachigen Raum sträflich vernachlässigt worden, was nicht nur mit der verunglückten (ersten) deutschen Übersetzung zu tun gehabt habe: Den einen sei es nicht wissenschaftlich genug erschienen, den anderen nicht marxistisch genug. Die Kritik an der großen systemtheoretischen Theorie Parsons sei zu einem Zeitpunkt in Deutschland publiziert worden, als mit den Arbeiten Niklas Luhmanns „der grosse systemtheoretische Schleier sich über die deutsche Soziologie legte.“
Stephan Lessenich schreibt in seinem Vorwort zur zweiten deutschen Übersetzung, Mills habe sich wie kein zweiter Soziologe des 20. Jahrhunderts um die zugleich kritische wie auch öffentliche Soziologie verdient gemacht; The Sociological Imagination sei ein beeindruckender Beweis dafür. Für Andreas Hess haben vor allem die Sprachkritik und die Anwendung soziologischer Kritik auf das Fach selbst das Buch zu einem Klassiker werden lassen.

## Ausgaben
- The sociological imagination. Oxford University Press, Oxford (England)/New York 1959.
- The sociological imagination. Fortieth anniversary edition. Oxford University Press, Oxford (England)/New York 1999, ISBN 978-0-19-513373-8.
  - Kritik der soziologischen Denkweise. Übersetzt von Albrecht Kruse, Luchterhand, Neuwied 1963.
  - Soziologische Phantasie. Herausgegeben von Stephan Lessenich, übersetzt von Ulrike Berger, Springer VS, Wiesbaden 2016, ISBN 978-3-658-10015-5.